# Az Amerikai Egyesült Államok világörökségi helyszínei
Az Amerikai Egyesült Államok területéről eddig huszonhat helyszín került fel a világörökségi listára, tizenhét további helyszín a javaslati listán várakozik a felvételre.
| | Mesa Verde Nemzeti Park |
| Felvétel: 1978 |                         |
| Kulturális (III) |                         |
| Hivatkozás: 27, védett terület: 21,04 ha |                         |
| Mesa Verde Nemzeti Park 211 négyzetkilométeren terül el. A kanyonok meredek falaiba épített sziklafalvaik ma is állnak. A leglátványosabb és legismertebb település a 2600 méteres magasságban álló Sziklapalota (Cliff Palace). Colorado állam délnyugati részén 2600 méter tengerszint feletti magasságban terül el, és ősi indián települések együttese alkotja. A térséget már 1906-ban nemzeti parkká nyilvánították. A településeket a pueblo indiánok elődei az anaszazi törzsek építették a 6. és a 10. század között. A sziklák kiszögelléseit és a barlangokat felhasználva egész falvak jöttek létre. Az épületegyüttesek közül van olyan is, amelyik több mint száz helyiséggel rendelkezik. A park területén az ásatások során több mint 4000 romterületet tártak fel, ezek közül sok jó állapotban maradt meg. Közülük a legismertebb a négyszögletes sziklapalota, amelynek 220 helyisége több mint 200 lakó befogadására volt alkalmas. Az úgynevezett Hosszú ház 118, a Lucfenyő Ház 114 helyiséggel rendelkezik. Minden sziklafalunak egyedi rendeltetése volt, mezőgazdasági, kézműves, vagy vallási feladatokat látott el. A lakosok főként földműveléssel foglalkoztak de fejlett kézműves tárgyakat is készítettek, szőtteseket, fonott tárgyakat és minőségi kerámiát. |                         |

| | Yellowstone Nemzeti Park |
| Felvétel: 1978 |                          |
| Természeti (VII)(VIII)(IX)(X) |                          |
| Hivatkozás: 28, védett terület: 898 349 ha |                          |
| A Yellowstone Nemzeti Park a világ legrégibb nemzeti parkja az USA Wyoming, Montana és Idaho szövetségi államainak területén, a Sziklás-hegységben. Kiterjedése 8980 négyzetkilométer. Híres gejzíreiről, hőforrásairól és egyéb geotermikus jelenségeiről. A nemzeti parkot 1872-ben alapították, és 9000 négyzetkilométeren terül el az észak-amerikai Sziklás-hegységben. A területen található nagy magassági különbségek a mérsékelten száraz sztyeppétől az alpesi tundráig számos növényi életközösséget hoztak létre. A park a hegység szeizmikusan legaktívabb részén terül el, ahol 2 millió évvel ezelőtt vulkáni tevékenység kezdődött. A három hullámban történt kitöréssorozat végén egy 45 kilométer széles és 75 kilométer hosszú kaldera keletkezett. A parkban található a világ ismert geotermikus jelenségeinek a fele, hőforrások, gejzírek, sárbuborékokkal teli tavak és sziklahasadékokból előtörő forró gőz. Ezek a jelenségek a kikristályosodó magmából nyernek energiát. Közülük a leghíresebb az Old Faithful („Öreg Hűséges”), ami nagyjából óránként 60 méter magas vízoszlopot lövell ki. A park területén a változatos növényzet mellett sokféle állat is él, többek között grizzly medvék, farkasok, amerikai bölények és jávorszarvasok. |                          |

| | Everglades Nemzeti Park |
| Felvétel: 1979 Veszélyeztetetté nyilvánítva: 1993-2007, 2010 - |                         |
| Természeti (VIII)(IX)(X) |                         |
| Hivatkozás: 76, védett terület: 567 017 ha |                         |
| A Florida déli részén fekvő Everglades Nemzeti Park őrzi Észak-Amerika egyetlen szubtrópusi nemzeti parkját az Everglades édesvízi mocsarainak élővilágát. Az 1947. december 6-án alapított park területe 6105 km², s ezzel az Egyesült Államok második legnagyobb nemzeti parkja, annak ellenére, hogy ez a terület az eredeti vizes élőhely területének csak 20%-a. A övezet nagy része üledékes mocsárvidék. Területén brakkvízes zónák, mangrove mocsarak, hatalmas kiterjedésű nádasok és fenyőligetek váltakoznak. Ezek az összetett természetes élőhelyek számos endemikus fajnak adnak otthont. A park területén több mint ezer növény és hétszáz állatfajt azonosítottak. Közéjük tartoznak a Floridai pumák, delfinek, karibi manátuszok, teknősök, kígyók, Mississippi aligátorok, hegyesorrú krokodilok, pelikánok, kormoránok, 275 halfaj, 60 hüllőféle és rovarok. A park a kontinens mérsékelt és szubtrópusi övezetének választóvonalán helyezkedik el. A növényzet legfontosabb elemei a mangrovefák, a ciprusfélék, agávék, kaktuszok, fenyőfák és sásfélék. A közeli városok ivóvízigénye, valamint a mezőgazdasági és halászati területek folyamatos növekedése miatt a park 2010 óta a veszélyeztetett világörökségi helyszíneket tartalmazó listán van. |                         |

| | Grand Canyon Nemzeti Park |
| Felvétel: 1979 |                           |
| Természeti (VII)(VIII)(IX)(X) |                           |
| Hivatkozás: 75, védett terület: 493 270 ha |                           |
| A Grand Canyon Nemzeti Parkot, az Egyesült Államok egyik legrégebbi nemzeti parkját kongresszusi törvényhatározattal hozták létre 1919-ben. Központi látványossága a Grand Canyon, melynek szurdokaiban folyik a Colorado. A park területe 4926 km², Coconino és Mohave megyékben fekszik és a 445,8 kilométer hosszú, másfél kilométer mély kanyon uralja. A kanyon legkeskenyebb része kétszáz méter, a legszélesebb harminc kilométer. A terület feltérképezésére csak a 19. század közepén került sor. A feltételezések szerint hatmillió év alatt alakulhatott ki, és az erózió napjainkban is folytatódik. Az oldalfalakon látható vízszintes kőzetrétegek közül a legrégebbieket kétmilliárd évesre becsülik. A park nagy magasságkülönbségei miatt a sivatagitól a hegyi körülményekig változatos élőhelyek jöttek létre. A kanyon öt különböző vegetációs területre oszlik, ahol a gyakran ötven fokot is elérő hőmérsékletben csak a legtűrőképesebb növények és állatok maradnak életben. A parkban 76 emlős-, 299 madárfaj, 41 hüllő és kétéltű, valamint 16 halfaj él. A régészeti feltárások során kiderült, hogy a helyszínen talált legkorábbi településnyomok megközelítőleg négyezer évesek. A parkban eddig több mint kétezer-hatszáz lelőhelyet azonosítottak, köztük cohonina és anasazi indiánok lakhelyeit. |                           |

| | Függetlenségi Csarnok |
| Felvétel: 1979 |                       |
| Kulturális (VI) |                       |
| Hivatkozás: 78, védett terület: 2 ha |                       |
| A philadelphiai Függetlenség Csarnoka tekinthető az Amerikai Egyesült Államok születési helyének. Ebben a Chestnut Street-en álló kétszintes épületben írták alá 1776. július 4-én a függetlenségi nyilatkozatot. 1781-ben itt ratifikálták a 13 államot egyesítő Konföderációs cikkelyeket és 1787-ben George Washington elnökletével ebben az épületben fogadták el az Alkotmányt. Az 1753-ban György-stílusban épült Pennsylvania State Home 1776 után lett a Függetlenség Csarnoka. A kétszintes épület egy templomtoronnyal ellátott egyszerű téglaszerkezet. A tornyot eredetileg egy csaknem egytonnás harang megtartására tervezték, de a harang többször megrepedt, ezért most a földön egy védett helyen áll. Ez a harang, a Liberty Bell, a „Szabadság harang” a függetlenségért folytatott harc egyik legnépszerűbb szimbóluma. A épületet többször átalakították, egyszer 1830-ban, majd 1950-ben, amikor visszanyerte 1776-os formáját. |                       |

| | Kluane Nemzeti Park / Wrangell-Saint Elias Nemzeti Park / Glacier Bay Nemzeti Park / Tatshenshini-Alsek Tartományi Park |
| Az Amerikai Egyesült Államok és Kanada közös világörökségi helyszíne | |
| Felvétel: 1979, bővítés éve: 1992, 1994 | |
| Természeti (VII)(VIII)(IX)(X) | |
| Hivatkozás: 72, védett terület: 9 839 121 ha | |
| Ez a világörökségi helyszín volt az első olyan a listán, amelynek területén több ország osztozott. A védett terület több parkból a Klnane (Yukon Territory), a Tatshenshini- Alsek (British Columbia) Wrangell-St. Elias (Alaszka) és a Galcier Bay (Alaszka) parkokból jött létre. Az Alaszka és Kanada határának két oldalán fekvő nemzeti parkok a gleccserek és magashegységek egyedülálló egységét foglalják magukban. Ezeken a területeken él a legtöbb grizzly, karibu és Dall-birka A nemzeti parkban található a százharminc kilométer hosszú Bagley jégmező, Észak-Amerika legnagyobb hegylábgleccsere, valamint vízesések, folyók, nagy kiterjedésű tundrák és erdőségek. A hideg időjárás ellenére növényzete változatos, főleg nyírfákból, bogyós bokrokból, lombhullató és örökzöld fafajtákból, hegyi rétekre jellemző fűfélékből, zuzmókból és bokrokból áll. A park a tengerszint feletti magasságtól függően három fő ökológiai területre oszlik, ezek a tengerparti terület, az északi tűlevelűek által ural terület, valamint a hegyi tundra. A folyókban és a tavakban számos édesvízi halfaj él, köztük az alaszkai csendes-óceáni lazac mind az öt fajtája. | |

| | Redwood Nemzeti Park |
| Felvétel: 1980 |                      |
| Természeti (VII)(IX) |                      |
| Hivatkozás: 134, védett terület: 41 571 ha |                      |
| A kaliforniai Redwood Nemzeti Park 1968. január 1-jén jött létre. Területe 455 km². Elsődleges feladata a világon egyedülálló, csak itt élő tengerparti mamutfenyő (Sequoia sempervirens) megmaradt példányainak megóvása. A San Franciscótól északra fekvő csendes-óceáni part melletti hegyvidékeket foglalja magába és három korábbi védett terület, a Jedediah Smith, a Del Norte Coast Redwood és a Prairie Creek Redwood összeolvadásából jött létre. A terület körülbelül egyharmadát, 446 négyzetkilométert borítanak mamutfenyő-erdők. A legnagyobb fák átlagéletkora 500 – 700 év között mozog, de a legöregebb példányok kora elérheti a 2000 évet is. Itt található a világ legmagasabb fája is a 111 méter magas „Nugget Tree”. A park tengeri és szárazföldi élővilága változatos, az óceáni partvidéken fókák és tengeri madarak, a növényzettel borított területen pumák, bűzösborzok, Roosevelt-szarvasok, fehérfarkú szarvasok, szürke rókák, fekete medvék, hódok, és olyan ritka madarak, mint a amerikai uhu élnek. Az ásatások során 50 történelem előtti lelőhelyet, 19 történelmi helyszínt és 21 a helyi indián közösség számára jelentős lelőhelyet tártak fel. |                      |

| | Mamut-barlang Nemzeti Park |
| Felvétel: 1981 |                            |
| Természeti (VII)(VIII)(X) |                            |
| Hivatkozás: 150, védett terület: 21 191 ha |                            |
| Kentucky államban a Glenn folyó partjánál a 212 km² területű Mamut-barlang Nemzeti Parkban található karsztvidék rejti a világ legnagyobb ismert barlangrendszerét. Már eddig is több mint 590 km összhosszúságú járatot fedeztek fel, és még mindig vannak ismeretlen, esetleg több száz kilométernyi folyosó. A járatok tekintélyes méretű termekben öblösödnek ki, amelyekben föld alatti tavak, esetleg zuhatagok találhatók. A barlangrendszert két föld alatti folyó is keresztezi.A barlangok kialakulásához szükséges geológiai folyamatok a mai napig működnek. A mészkőalakzatokat, a függő cseppköveket a csepegő víz évmilliók alatt hozta létre, a kalcitlerakódásokból oszlopok alakultak ki. A barlang a hozzá tartozó nemzeti parkkal együtt több mint kétszáz olyan állatfajnak ad otthont, amelyek kifejezetten barlangrendszerek vidékén fordulnak elő, közülük 42 faj teljesen alkalmazkodott az állandó sötétséghez. Közéjük tartozik a barlangi vakhal, a Kentucky-barlangi rák és a barlangi tücsök. A terület ezen kívül különböző szalamandra- és békafajoknak is otthont ad, valamint számos denevérfaj menedéke. A barlangot körülvevő nemzeti park mérsékelt égövi lombhullató erdejében elsősorban tölgyfa él. |                            |

| | Olympic Nemzeti Park |
| Felvétel: 1981 |                      |
| Természeti (VII)(IX) |                      |
| Hivatkozás: 151, védett terület: 369 659,8 ha |                      |
| A Seattle közelében elterülő, 362 848 hektárnyi parkot nyugaton a Csendes-óceán, északon a Juan de Fuca-szoros, délen egy széles csatorna határolja. A félsziget közepén emelkedik ki az Olympic-hegység, közepén a 2428 méter magas Olympus-heggyel. A nemzeti park erdőkkel körülvett, alpesi rétekkel és jégfedte hegycsúcsokkal tarkított vidék. Különleges fekvése egyedülálló bioszférát hozott létre, legfontosabb jellegzetessége a mohákkal borított fákból álló mérsékelt égövi esőerdő. A park két részre osztható, egy hegyvidéki területre és egy óceánpart melletti sávra. A hegyvidékes részen mintegy hatvan gleccser található, ezek az egyenlítőhöz legközelebb eső kétezer méter alatt induló gleccserek a világon. Az erdők nagyrészt tűlevelű fákból állnak (erdei fenyők, lucfenyők, cédrusok), és többek között havasi kecskéknek, jávorszarvasoknak, pumáknak, fekete medvéknek és kanadai hódoknak adnak otthont. Az erdők komoly kereskedelmi értéket képviselnek, a védett területen kívüli fák gyakorlatilag teljes egészében feldolgozásra kerülnek. Az óceáni partszakasz megközelítőleg száz kilométer hosszú, itt tengeri sünök, kagylók, rákok és madarak élnek. Az óceánba ömlő folyókban édesvízi a torkolatnál sósvízi halfajok találnak menedéket. |                      |

| | Cahokia |
| Felvétel: 1982 |         |
| Kulturális (III)(IV) |         |
| Hivatkozás: 198, védett terület: 541 ha |         |
| Cahokia földhalmai Illinois állam délnyugati részén St. Louistól 13 kilométerre helyezkednek el. A földhalmok egy olyan őslakos kultúrához tartoztak, amely az idők során teljesen feledésbe merült. Itt terült el a Mexikótól északra eddig ismert legnagyobb Kolumbusz előtti település. Fénykorában, Kr. u. 850 és 1150 között a városban több mint 100 lapos tetejű piramis és földhalom állt, melyek közül mintegy 20 ma is látható. Egykor a halmokon hatalmas faszerkezetű épületek – talán az előkelők lakhelyei – álltak, de a lakosok többsége a halmok és terek körül húzódó kisebb faépületekben élt. A lakosság száma vélhetően meghaladta a 10 000-et, de a környező falvakkal együtt elérhette a 40 000 főt is. A város vonzáskörzetéhez több peremkerület és számos közeli falu is tartozott. A települést fallal vették körül, ez egy nagyobb területet védett a támadásoktól, ezen kívül a város központját még egy külön palánksorral is megerősítették. A lelőhely jellegzetes építményei a mesterséges földhalmok (mound), ezek temetkezési, szertartási helyek vagy lakóházak alapjai voltak. Közülük legnagyobb a Monk's Mound ennek területe 5 hektár, magassága pedig eléri a 30 métert és feltételezhetően szertartási helynek használták. Az itt lakók hétköznapi életéről keveset tudunk, annyi biztosra vehető, hogy egy magasan fejlett és hierarchikusan tagolódó, mezőgazdasággal foglalkozó társadalom volt. A régészeti területen feltárt kör alakú mélyedésekbe valószínűleg faoszlopokat állítottak, ezek egyfajta naptárként funkcionálhattak. |         |

| | Great Smoky-hegység Nemzeti Park |
| Felvétel: 1983 |                                  |
| Természeti (VII)(VIII)(IX)(X) |                                  |
| Hivatkozás: 259, védett terület: 209 000 ha |                                  |
| Great Smoky-hegység Nemzeti Parkot Franklin D. Roosevelt 1940 szeptemberében alapította meg. A több mint 200.000 hektáros park Tennessee és Észak-Karolina határain fekszik. Sok veszélyeztetett állatfaj él itt, többek között a világ legváltozatosabb szalamandrái. Több mint 200 madárfaj, 66 emlősfaj, 50 halfaj, 39 hüllőfaj, 43 kétéltűfaj található a park területén. Ez az USA keleti részének legfontosabb természeti területe, nevét a füsthöz hasonló ködről kapta, ami gyakran belepi a környéket. A magas nedvességtartalom kedvező a növényvilág számára. A térségre a mérsékelt égövi lombhullató erdők amelyekben viszonylagos érintetlenségük miatt tanulmányozható milyen lehetett az emberi beavatkozások előtti erdőterület. A parkban 16, 1800 méternél magasabb hegycsúcs található, ezek kívül hegyi patakok, folyók, vízesések tagolják a tájat. A régészeti ásatások során Kolombusz előtti indián kultúrák maradványait tárták fel, és itt találhatók meg az észak-amerikai szervezett kertművelés eddig ismert legkorábbi bizonyítékai. |                                  |

| | La Fortaleza és San Juan óvárosa |
| Felvétel: 1983, kisebb módosítás: 2016 |                                  |
| Kulturális (VI) |                                  |
| Hivatkozás: 266, védett terület: 33,39 ha |                                  |
| San Juan Puerto Rico fővárosa, mintegy 420 ezer lakosával egyben a legnagyobb település a szigeten, amelynek északi partján helyezkedik el. Az 1521-ben alapított település volt a második spanyol város a kontinensen. Stratégiailag fontos helyen fekszik a Karib-tenger térségében, ezért a 16. és a 19. század között erődítményeket emeltek a település és az öböl védelmére. Az erődrendszer több részből áll, legkorábbi az 1540-ben befejezett La Fortaleza, egy bástyákkal megerősített épületkomplexum, ami 1822-től Puerto Rico kormányzójának székhelye volt. A sziget legnyugatibb pontján áll az El Morro, egy erős falakkal, gondosan elhelyezett lépcsőkkel és rámpákkal ellátott háromszög alakú erődítmény. A San Juan Nemzeti Emlékhely bástyákből, lőporraktárakból, valamint a San Juan de la Cruznak nevezett korábbi erődrendszerből áll. A sziget fennhatósága évszázadokon keresztül vita tárgya volt a gyarmatosító birodalmak között, végül 1898-ban a spanyol-amerikai háborúban harc nélkül került az Egyesült Államokhoz. |                                  |

| | Szabadság-szobor |
| Felvétel: 1984 |                  |
| Kulturális (I)(VI) |                  |
| Hivatkozás: 307, védett terület: 5,95 ha |                  |
| A rézből készült szobrot Franciaország adta az Amerikai Egyesült Államok függetlenségének százéves évfordulója alkalmából. A szobrász Frédéric Auguste Bartholdi volt, a belső szerkezet mérnöki munkáit Gustave Eiffel végezte. Bartholdi párizsi műhelyében készítették, ez volt a 19. század egyik legnagyobb technikai eseménye. A Rodoszi kolosszus alapján mintázták, utána szétszedték és hajón Amerikába szállították, ahol 1886-ban leplezték le. A szobor szimbolikus jelentőségét növelte, hogy nemzetközi adakozásból készült és egy francia szobrász alkotása. Az egyik kezében táblát (rajta a Függetlenségi nyilatkozat dátumával), a másikban fáklyát tartó nőalak 46 méter magas, a betonalap amin áll 27 000 tonna súlyú. A szobor New York kikötőjének bejáratánál áll, több mint 120 éve fogadja azokat akik hajóval érkeznek a városba. A bevándorlók számára egy új élet reményének szimbóluma volt. Ellis Island, a bevándorlók egykori partraszállási helye 1965-ben lett a Szabadság-szobor Nemzeti Emlékmű része. |                  |

| | Yosemite Nemzeti Park |
| Felvétel: 1984 |                       |
| Természeti (VII)(VIII) |                       |
| Hivatkozás: 308, védett terület: 307 934 ha |                       |
| A kaliforniai Yosemite Nemzeti Park az Egyesült Államok második nemzeti parkja, 1890. október 1-jén alapították. A 3080 km² területű park a Sierra Nevada hegyvonulatának nyugati lejtőin fekszik. Az U alakú völgyekből, vízesésekből, hegyi tavakból, erózió csiszolta hegyekből, morénákból álló tájat jégkorszaki gleccserek alakították ki. A területen hegységláncok kialakulását illusztráló geológiai folyamatok is tanulmányozhatók. A park jelképe a 2 700 méter magas Half Dome hegycsúcs. A park 600 és 4 000 méteres tengerszint feletti magasság között terül el, amely hat vegetációs övezetre oszlik és változatos élővilágnak ad otthont. Jellegzetes állatai a fekete medvék, a pumák, a mókusok, az amerikai nyestek, a fehérfarkú szarvasok, a pocoknyúlfélék és a rozsomákok. A fafajták közül 37-et jegyeztek fel, megtalálhatók itt óriásfenyő-ligetek is 3 000 éves példányokkal. A páfrányok, mohák és zuzmók mellett 1 200 virágos növényfaj is él a területen. A régészeti feltárások során indián törzsek lakóhelyére utaló bizonyítékokat is találtak. |                       |

| | Chaco Kulturális Nemzeti Történelmi Park |
| Felvétel: 1987 |                                          |
| Kulturális (III) |                                          |
| Hivatkozás: 353, védett terület: 14 261 ha |                                          |
| A park őrzi az Egyesült Államok egyik legfontosabb Kolumbusz előtti kulturális és történelmi emlékeket. Az Új-Mexikó északnyugati részén található világörökségi helyszínt a Chaco Kulturális Nemzeti történelmi Park, a Chaco-kanyon, az Aztec Ruins Nemzeti Műemlék és kisebb ásatási területek alkotják. A térséget több mint 0 000 éven keresztül pueblo indián törzsek lakták. A chaco társadalmat földművelők alkották, kultúrájukat bonyolult és gondosan megtervezett településrendszer jellemezte. 850 és 1 250 között a Chaco-kanyomban volt a kulturális és vallási központjuk, amelyet csillagászati, geometriai és mérnöki ismereteik felhasználásával alakítottak ki. Településeik jellegzetességei a természetes sziklaereszekbe épített sziklalakások, a félig földbe süllyesztett kerek aknaházak, és kerek szertartási épületek a kivák. A 13. században kultúrájuk feltételezhetően egy szárazság következtében lehanyatlott, a településekről a lakók elvándoroltak. A 17. századig lakatlan térséget ekkor navahók foglalták el. |                                          |

| | Hawaii Vulkánok Nemzeti Park |
| Felvétel: 1987 |                              |
| Természeti (VIII) |                              |
| Hivatkozás: 409, védett terület: 87 940 ha |                              |
| A világon sehol máshol nem figyelhető meg jobban a vulkáni tevékenység mint a hawaii „Nagy Szigeten”. A sziget öt vulkánjából napjainkban kettő működik: a 4170 méter magas Mauna Loa és a mindössze 1247 méteres Kilauea. A Mauna Loa egy majdnem 6 000 méteres tengerszint alatti mélységből kiemelkedő, lapos tetejű, lávarétegekből felépült pajzsvulkán. Két aktív vulkán viszonylag rövid időközönként nagy mennyiségű lávát zúdít ki, ami elérve az óceánt kihűl és megszilárdul. A kitörések egy folyamatosan változó tájat hoznak létre, a megszilárduló láva az utolsó 30 évben 81 hektárral növelte a sziget területét. A nemzeti park felszínét 23 féle növénytakaró borítja, ezek öt ökoszisztémában csoportosulnak. A Kilauea lejtőin tanulmányozható a vulkáni talajon megtelepülő növényzet fejlődése. A parkban egy denevérfajt leszámítva nem élnek őshonos emlősök, a gazdálkodás és az invazív fajok behurcolása az eredeti ökoszisztémák pusztulásával járt. |                              |

| | Monticello és a Virginiai Egyetem |
| Felvétel: 1987 |                                   |
| Kulturális (I)(IV)(VI) |                                   |
| Hivatkozás: 442, védett terület: 795,96 ha |                                   |
| Monticello a neve Thomas Jefferson saját tervezésű házának, amely Virginia államban, Charlottesville mellett található. Az 1769 és 1809 között épült Monticello előképe a 16. századi vicenzai Villa Capra volt, amelyet Andrea Palladio tervezett. Az ültetvényes ház nyolcszögletű kupolával rendelkezik, egy parkon át közelíthető meg, tájba illesztése, a finoman megjelenített részletek a Palladio által kidolgozott villa rustica irányzat kiemelkedő darabjává teszi Monticellót. A szintén Jefferson által tervezett akadémiai falu (1817-1826) jelenleg a Virginiai Egyetem központja. A falut a római Pantheon 1:2 arányú kicsinyített mása uralja, ekörül csoportosulnak a campus oktatási és lakóépületei. A főépületben kapott helyet az egyetem könyvtára, a professzorokat elszállásoló tíz pavilont oszlopcsarnokok kapcsolják össze. Az egyetem ókori klasszikus alapokra támaszkodó építészeti stílusa az Óvilágot képviseli az Újvilág területén, valamint a fiatal amerikai köztársaság törekvéseit az európai kultúra örököseként. |                                   |

| | Pueblo de Taos |
| Felvétel: 1992 |                |
| Kulturális (IV) |                |
| Hivatkozás: 492, védett terület: 19,04 ha |                |
| A település több mint 1000 éve lakott, a Rio Grande egy kisebb mellékfolyójának völgyében terül el. A pueblo indiánok kultúrájának és építészetének máig fennmaradt emlékei találhatóak itt. 384 km²-en terül el, körülbelül 2000 ember otthona. A térségben egyedülálló prehispán tradicionális építészeti emlékekkel rendelkező Taos házait napon szárított vályogtéglákból emelték, ami a pueblo nép kedvelt építőanyaga volt. A települést két nagyobb házcsoport uralja, az útvesztőhöz hasonlító központi épületek lakóegységeit csak kötéllétrán vagy a tetőn keresztül lehetett megközelíteni. A mennyezetek rőzsefonattal kiegészített, vályogvakolattal fedett fagerendákból állnak, az egymás tetején lépcsőzetesen elhelyezkedő szobákat úgy alakították ki, hogy az alsó szint tetőszerkezetének egy része egyben a felsőbb szint terasza is. A központi épületek erődszerű formája külső fenyegetésre utal. A nagy szilárdságú szerkezetek ellenálltak az időnként zord éghajlati viszonyoknak is. A lakóépületek mellett szertartási központok, úgynevezett kivák állnak, ezekből összesen hat maradt meg. A települést körülbelül 700 éven keresztül kizárólag a tiwa nép lakta, de más ősi pueblo népek is megfordultak a város piacán ahol árucserét folytattak. A település jelenleg turistalátványosság. |                |

| | Carlsbad Caverns Nemzeti Park |
| Felvétel: 1995 |                               |
| Természeti (VII)(VIII) |                               |
| Hivatkozás: 721, védett terület: 18 926 ha |                               |
| Az új-mexikói Carlsbad Caverns Nemzeti Park 189 km²-es területén található a világ egyik legnagyobb barlangrendszere. A barlangrendszer alapja egy korallzátony, amely 255 millió évvel ezelőtt keletkezett. A barlanghálózatot víz és kénsavoldódás hozta létre, óriási repedéseket, hasadékokat és kamrákat is kialakítva. A zátonyrendszer keletkezése a perm földtörténeti korra tehető, földfelszínre került részei a világ legjobb állapotban megmaradt ilyen jellegű képződményei. A barlangrendszerben eddig több mint nyolcvan barlangot fedeztek fel, legnagyobb közülük a Carlsbad, ahol az évmilliók során lerakódott mész gyönyörű sztalaktitokat és sztalagmitokat alakított ki. A Lechuguilla barlang a térség legmélyebb és leghosszabb barlangja, a Denevér-barlang az itt pihenő denevérek ezreiről, az Új-barlang álló és függő cseppköveiről ismert. A földalatti termekben élő gombák és baktériumok orvosi kutatások szempontjából is jelentősek. |                               |

| | Waterton-Glacier Nemzetközi Békepark |
| Az Amerikai Egyesült Államok és Kanada közös világörökségi helyszíne |                                      |
| Felvétel: 1995 |                                      |
| |                                      |
| Hivatkozás: 354, védett terület: 457 614 ha |                                      |
| A park jellegzetessége a prérik és hegységek szinte átmenet nélküli váltakozása. Az uralkodó földformák glaciális eredetűek, a völgyeket és sziklamedencéket jeges erózió formálta. Öt nagy ökoszisztémája az alpesi tundra, a szubalpesi erdőségek, montán erdőségek, nyárfaligetek és a csenkesz borította területek. A leggyakoribb növénytakaró a szubalpesi erdő. A park növény- és állatvilága változatos, több mint 1200 növény-, 60 emlős-, 240 madár-, és 20 halfajt jegyeztek fel. A húsevők közül a szürke farkas, a prérifarkas, a puma, a fekete medve és a grizzly medve él itt, a rágcsálók közül a kanadai hód és a pézsmapocok. Jelentős a vándormadár populáció is, a térség lápvidékeit főleg felvonulási területként használják. Több mint 200 régészeti lelőhelyet tártak fel, ebből kiderült, hogy a hely már 8000 évvel ezelőtt is lakott volt. A 19. században aranyásók kalandorok és telepesek az őslakos indiánokat rezervátumokba kényszerítették. |                                      |

| | Papahānaumokuākea |
| Felvétel: 2010 |                   |
| Vegyes (III)(VI)(VII)(IX)(X) |                   |
| Hivatkozás: 1326, védett terület: 36 207 499 ha |                   |
| A 360.000 km²-es tengeri rezervátum a világ legnagyobb védett tengeri területe. A Hawaii-tól északnyugatra fekvő terület a nyílt víz mellett az óceánból alig kiemelkedő szigetekből, atollokból és azok lagúnáiból, zátonyokból és fenékhegyekből áll. A természetvédelmi területen mintegy 7 000 állat- és növényfaj él, köztük sok veszélyeztetett és néhány őshonos faj. Gyakoriak a tengeri teknősök és itt él az amerikai vizeken található korallok 69 százaléka. A hely kiemelkedő jelentőségű Hawaii ökológiájában és több sziget különleges szerepet tölt be a polinéz lakosság hitvilágában. Úgy tartják ez a hely volt őseik lakóhelye, innen ered az élet és a halottak lelkei ide térnek vissza. Két szigeten (Nihoa és Makumanamana) régészeti feltárásokat is folytattak, itt az első európaiak megérkezése előtti időre datálható településnyomokat azonosítottak. A helyszínhez tartoznak az Északnyugati Hawaii-szigetek teljes területe és a Midway-atoll is, a környező tengeri területek mellett. |                   |

| | Poverty Point Állami Történelmi Emlékhely |
| Felvétel: 2014 |                                           |
| Kulturális (III) |                                           |
| Hivatkozás: 1435, védett terület: 163 ha |                                           |
| Poverty Point nevét a régészeti terület melletti 19. századi ültetvényről kapta. Ez lehetett a legnagyobb a vadászó-gyűjtögető település, amely valaha is létezett. A világörökségi helyszín öt mesterséges földhalomból, hat koncentrikus fél-ellipszis alakú földsáncból és egy nagyméretű központi térből áll. Időszámítás előtt 1 800 és 1 100 között építette egy vadászó-halászó-gyűjtögető társadalom, lakhelynek és kultikus célokra is használták. A földsáncok 7-9 méter magasak, a legszélső félig elliptikus sánc átmérője 1,4 kilométer. A helyszínt az „A” jelzésű földhalom uralja, ami egyike Észak-Amerika legnagyobb mesterséges dombjainak. A régészeti ásatások során bebizonyították, hogy az itt élő népcsoport gazdag anyagi kultúrával rendelkezett. A környezetéből kissé kiemelkedő helyszín megvédte az itt élőket a gyakori áradásoktól, ez és a kedvező környezeti viszonyok biztosították a település fennmaradását. A dombok és sáncok kialakításakor óriási mennyiségű földet mozgattak meg, teljesítményüket később legalább 2 000 évig nem tudták megismételni. A településről könnyen meg tudták közelíteni a Mississippi folyót, valamint az erdőket, a térségben hiányzó nyersanyagokat kereskedelem útján szerezték be. |                                           |

| | San Antonio ferences missziói |
| Felvétel: 2015 |                               |
| Kulturális (II) |                               |
| Hivatkozás: 1466, védett terület: 300,8 ha, pufferzóna: 2 068 ha |                               |
| A helyszín öt határmenti missziós épületegyüttesből áll a San Antonio folyó közelében a jelenlegi Texas állam déli részén. Az épületegyütteseket, ahol a templomok mellett farmok, gabonatárolók, falak, műhelyek, vízelosztó rendszerek is vannak ferences rendi hittérítő szerzetesek hozták létre a 18. században. Bár a missziókat egymástól függetlenül alapították, mégis kevesebb mint öt kilométerre helyezkednek el egymástól és közös védelmi rendszerük volt. Az épületcsoportok fejlődtek, különösen a 19. században építettek hozzájuk kiegészítő elemeket. Egyes részeiket még a 20. században is bővítették és modernizálták. A San José misszió kivételével későbbi épületrészek világosan elkülönülnek az eredeti épületelemektől, amelyeken világosan felismerhetőek a korabeli építőanyagok és -technikák. Az öt templomból négy jelenleg is templomként üzemel, a kiegészítő épületek azonban nagyrészt elvesztették eredeti funkciójukat. |                               |

| | Frank Lloyd Wright épületei |
| Felvétel: 2019 |                             |
| Kulturális (II) |                             |
| Hivatkozás: 1496, védett terület: 25,72 ha, pufferzóna: 710,1 ha |                             |
| A világörökségi helyszínhez az Amerikai Egyesült Államokban található nyolc épület tartozik, amelyeket Frank Lloyd Wright építész a 20. század első felében tervezett. Három közülük a Fallingwater nevű épület (Pennsylvania állam, Mill Run), a Herbert és Jacobs ház (Madison, Wisconsin állam), és a New Yorkban épült Guggenheim Múzeum. Ezek az alkotások a Wright által kifejlesztett organikus építészet példái, amire a nyitott tervezés, a belső és külső terek közötti választóvonal elmosódása, és az olyan, korábban nem alkalmazott építőanyagok használata jellemző mint az acél és a beton. Mindegyik épület innovatív megoldásokat nyújt a felmerülő igényekre, legyen az lakhatás, munka a szabadidő eltöltése, esetleg vallási célok. Wright ebből a periódusból származó munkái erőteljesen hatottak az európai modern építészet fejlődésére. |                             |

| | Hopewell földhalmok |
| 2023 |                     |
| Kulturális (I)(III) |                     |
| Védett terület: 320,7 ha, puffer zóna: 561,8 ha, hivatkozás: 1689 |                     |
| A helyszín nyolc 2000 és 1600 évvel ezelőtt épült földhalom-együttesből áll az Ohio folyó középső szakasza mellett. Ezek a legfontosabb fennmaradt emlékei egy ma Hopewell-kultúrának nevezett indián kultúrának. A földhalmok szertartási központokként szolgáltak szétszórtan élő, egymással nem alá-fölérendeltségi viszonyban álló, mezőgazdaságból és gyűjtögetésből élő csoportok számára. A halmok között nagy pontosságú sík négyzeteket köröket és nyolcszögeket hoztak létre. Az elemek együttesen igazodnak a Nap viszonylag egyszerűbb és a Hold sokkal bonyolultabb pályájához. A helyszínnek az egész kontinensre kiterjedő befolyása volt. Az itt élők finoman megmunkált rituális tárgyakat hoztak létre, amelyeket távoli helyekről származó egzotikus nyersanyagokból készítettek. A Hopewell-kultúra földhalmai a tájépítészet egyedülálló remekművei. Nem csak hatalmas léptékük és széles földrajzi elterjedésük miatt emelkednek ki a világszerte létrehozott hasonló alkotások közül, kialakításuk geometriai pontossága is egyedülálló. |                     |

| | Morva egyházi települések |
| Az Amerikai Egyesült Államok, Dánia, az Egyesült Királyság és Németország) közös világörökségi helyszíne |                           |
| 2015 (Dánia), kiterjesztés: 2024 (Amerikai Egyesült Államok, Egyesült Királyság, Németország) |                           |
| Kulturális (III)(IV) |                           |
| Hivatkozás: 1468 |                           |
| A "Morva egyházi települések" helyszín több országban található. Közülük a dániai Christiansfeld már korábban, 2015-ben felkerült a világörökségi listára, míg 2024-ben a helyszínt kiterjesztették Herrnhut (Németország), Bethlehem (Amerikai Egyesült Államok) és Gracehill (Egyesült Királyság) településeken található, a 18. században alapított épületegyüttesekre is. Minden településen felismerhetőek a helyi jellegzetes építészeti elemek, ezek az egyház eszméire épülnek, de egyben a helyi viszonyokhoz is igazodnak. Együttesen a határokon átnyúló nemzetközi egyház globális hálózatát képviselik. A helyszínhez tartozó minden településen aktív gyülekezet működik, tagjai megőrzik és gondozzák egyházuk hagyományait egyben egyfajta élő örökséget alkotnak. |                           |

## Elhelyezkedésük
| Kluane / Wrangell-Saint Elias / Glacier Bay / Tatshenshini-Alsek | San Juan | Hawaii Vulkánok Papahānaumokuākea |

| Állam                                             | Önálló örökségek | Megosztott örökségek |
| ------------------------------------------------- | ---------------- | -------------------- |
| Új-Mexikó                                         | 3                | —                    |
| Kalifornia                                        | 2                | —                    |
| Arizona                                           | 1                | —                    |
| Colorado                                          | 1                | —                    |
| Florida                                           | 1                | —                    |
| Hawaii                                            | 1                | 1                    |
| Illinois                                          | 1                | —                    |
| Kentucky                                          | 1                | —                    |
| Louisiana                                         | 1                | —                    |
| New York                                          | 1                | 1                    |
| Pennsylvania                                      | 1                | 1                    |
| Puerto Rico                                       | 1                | —                    |
| Virginia                                          | 1                | —                    |
| Washington                                        | 1                | —                    |
| Montana                                           | —                | 2                    |
| Alaszka                                           | —                | 1                    |
| Idaho                                             | —                | 1                    |
| Észak-Karolina                                    | —                | 1                    |
| Tennessee                                         | —                | 1                    |
| Texas                                             | 1                | —                    |
| Az Amerikai Egyesült Államok lakatlan külbirtokai | —                | 1                    |
| Wisconsin                                         | —                | 1                    |
| Wyoming                                           | —                | 1                    |